# Bao Bolong Wetland Reserve
Das Bao Bolong Wetland Reserve (BBWR) ist ein Naturschutzgebiet im westafrikanischen Staat Gambia. Namensgeber des Feuchtgebietes ist der Fluss Bao Bolong. Die französische Schreibweise des Flusses Bao Bôlon, wie sie im Nachbarstaat Senegal üblich ist, wird auch verwendet, so dass man das Gebiet auch häufig in der Literatur unter dem Namen Bao Bolon Wetland Reserve sowie mit der Schreibweise Baobolon Wetland Reserve finden kann.

## Geschichte
Am 1. Januar 1993 wurde zunächst eine Fläche von 3500 Hektar als Bao Bolong National Reserve ausgewiesen. Ab dem 16. September 1996, mit einer erweiterten Fläche von 22.000 Hektar (nach anderen Quellen 20.000 Hektar), wurde es als erstes Gebiet in Gambia nach der Ramsar-Konvention als schützenswertes Feuchtgebiet Bao Bolong Wetland Reserve anerkannt. Nach dieser Konvention, deren Ausarbeitung von der UNESCO angestoßen wurde, wird durch den völkerrechtlichen Vertrag seit 1975 der Lebensraum für Wasser- und Watvögel geschützt. Für die anderen Naturschutzgebiete im Land, den Tanbi Wetland Complex und den Niumi National Park (NNP) wird auch von den gambischen Behörden eine Anerkennung nach Ramsar angestrebt. Wie bei dem NNP wird beabsichtigt BBWR grenzüberschreitend auszudehnen und das Gebiet zusammen mit den senegalesischen Behörden gemeinsam zu verwalten.

## Geographie
Das Naturschutzgebiet hat eine Ausdehnung von 22 Kilometern und eine Breite von ungefähr neun Kilometern. Der westliche Teil liegt im Distrikt Central Baddibu und der östliche Teil im Distrikt Upper Baddibu, die beide zu der Verwaltungseinheit North Bank Region gehören.
Im Wesentlichen besteht das Gebiet aus dem Mündungsgebiet des Flusses Bao Bolong, einem der größeren Nebenflüsse des Gambia-Stroms in der Nähe des Katchang Point. Es ist rund hundert Kilometer von der Mündung des Gambias in den Atlantischen Ozean entfernt. Der ungefähr hundert Kilometer lange Bao Bolong hat dabei seine Quelle in Senegal. Im Gebiet des BBWR sind weiter die Gewässer Salokini Bolong, Mandon Bolong, Duntu Malang Bolong, Tanku Bolong und der Katchang Bolong mit Namen bekannt.
Der Gambia bildet dabei den südlichen Rand des Naturschutzgebietes. Am ungefähr zwei Kilometer entfernten anderen Ufer des Flusses liegt der 11.500 Hektar große Kiang West National Park. An den Fluss schließt sich eine ungefähr zwei bis zweieinhalb Kilometer breite Zone dichten Mangrovenwaldes an. Im Westen liegt der knapp 4000 Einwohner zählende Ort Salikenne, in dessen Nähe sich nördlich der North Bank Road der 732 Hektar große Dobo Forest Park befindet. An der Westgrenze befindet sich innerhalb des Feuchtgebietes auch der 59 Hektar kleine Jalabiro Forest Park.
Der nördliche Rand ist begrenzt durch die North Bank Road, Gambias zweitwichtigste Fernstraße. An dieser Straße und an der Abzweigung nach Salikenne liegen weitere kleinere Orte wie Nja Kunda, Minti Kunda, Kekuta Kunda, No Kunda, Konti Kunda Sukoto, Konti Kunda Nji und Illiassa. Im Osten, nach einer Abzweigung mit neun Kilometer Länge von der North Bank Road, liegt der 1700 Einwohner zählende Ort Katchang. Mit mehr als 30.000 Einwohnern die größte Stadt der Division, liegt Farafenni ungefähr 18 Kilometer von der äußeren Begrenzung des BBWR im Osten entfernt. In der Summe sind es 25 kleine Orte, die an der Grenze des Feuchtgebietes liegen, darunter einer innerhalb der Grenze. Die Bewohner der Orte betreiben Fischfang für den eigenen Bedarf und lassen ihre Nutztiere im BBWR weiden. Weiter sammeln sie dort Feuer- und Bauholz.
Das Terrain ist flach, die höchste Erhebung ist mit zwölf Meter über dem Meeresspiegel angegeben.

## Flora und Fauna

### Ökosysteme

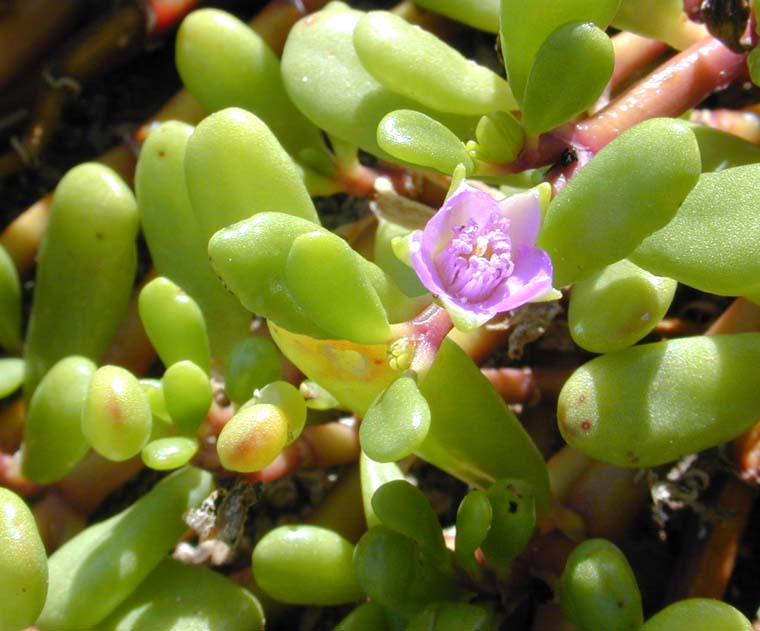
Sesuvium portulacastrum

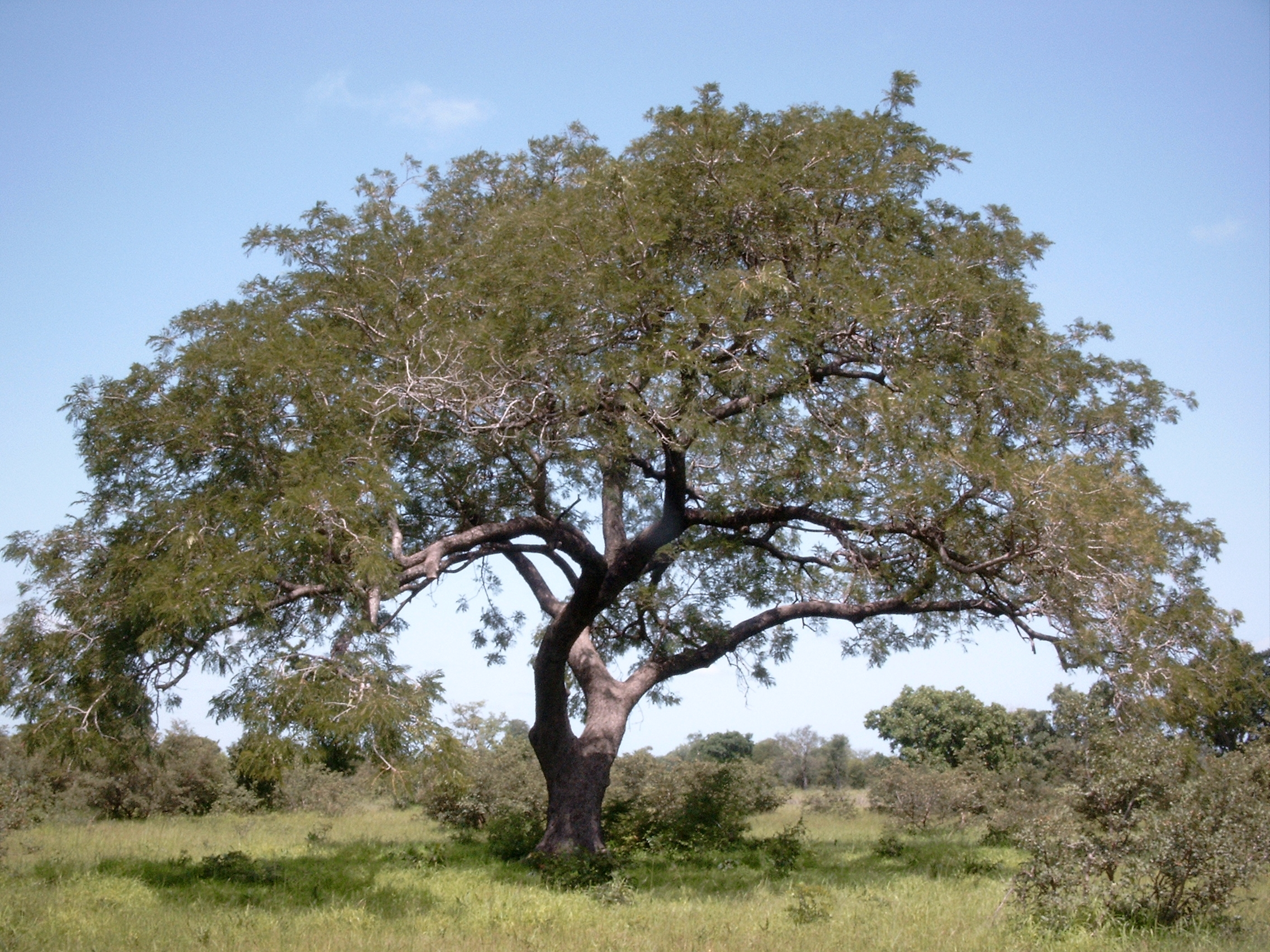
Néré (Parkia biglobosa)

Der Bao Bolong Wetland Reserve beinhaltet in den verschiedenen Ökosystemen eine reichhaltige Pflanzen- und Tierwelt. Besonders wichtige, geschützte Bäume werden im Ramsar Information Sheet hervorgehoben: Afrikanischer Palisander (Pterocarpus erinaceus), Parinari macrophylla, Anabaum (Acacia albida), Wilder Mangobaum (Cordyla africana) und der Néré (Parkia biglobosa).

#### Mangroven
Im Mangrovenwald des Bao Bolong Wetland Reserve erreichen in der Region Senegambia nur hier die Mangrovenbäume eine Höhe von 20 Meter. Darunter sind die Arten Rhizophora racemosa, Rote Mangrove (Rhizophora mangle) und die Schwarze Mangrove (Avicennia germinans) sehr verbreitet.

#### Salzwiese
In den Salzwiesen findet man beispielsweise aus der Familie der Mittagsblumengewächse das sukkulente Sesuvium portulacastrum und die Gräser Sporobolus spicatus, Paspalum vaginatum sowie das Braune Dünngras (Diplachne fusca). Sehr verbreitet in der Grassavanne, die zeitweise überschwemmt wird, ist das Phragmites karka, Antilopengras (Echinochloa pyramidalis) und der Echte Papyrus (Cyperus papyrus).

#### Savanne
In der Savanne sind Bäume der Arten „Daniela“ (Daniellia oliveri), Afrikanischer Palisander (Terminalia albida), Roter Kapokbaum (Bombax costatum) und weitere zu finden. Unter den Sträuchern findet man verschiedene Feigenarten, Piliostigma thonningii, Terminalia avicennioides, Anthostema senegalense und Nauclea latifolia. An Gräsern findet man Andropogon tectorum und Gambagras (Andropogon gayanus), Beckeropsis uniseta und Pennisetum subangustum.

### Avifauna

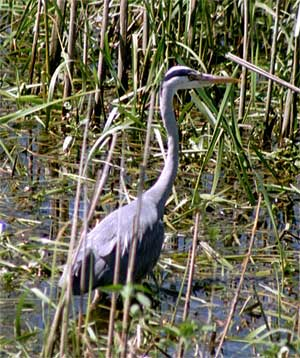
Graureiher (Ardea cinerea)

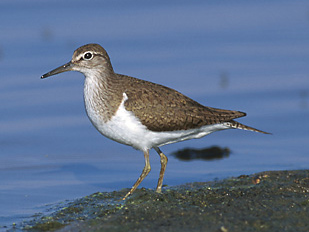
Flussuferläufer (Actitis hypoleucos)

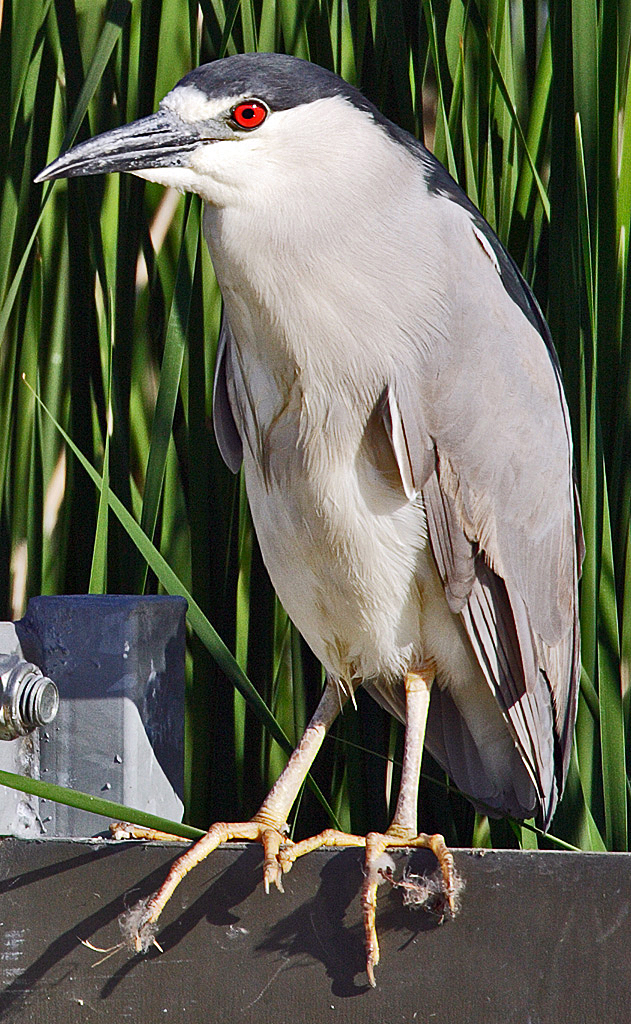
Nachtreiher (Nycticorax n. nycticorax)

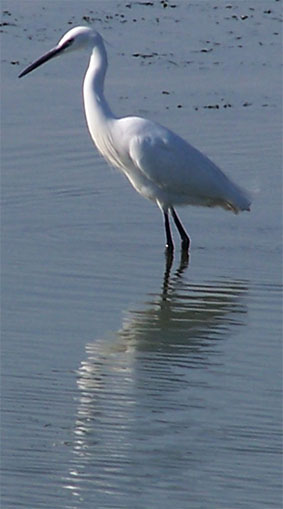
Seidenreiher (Egretta garzetta)

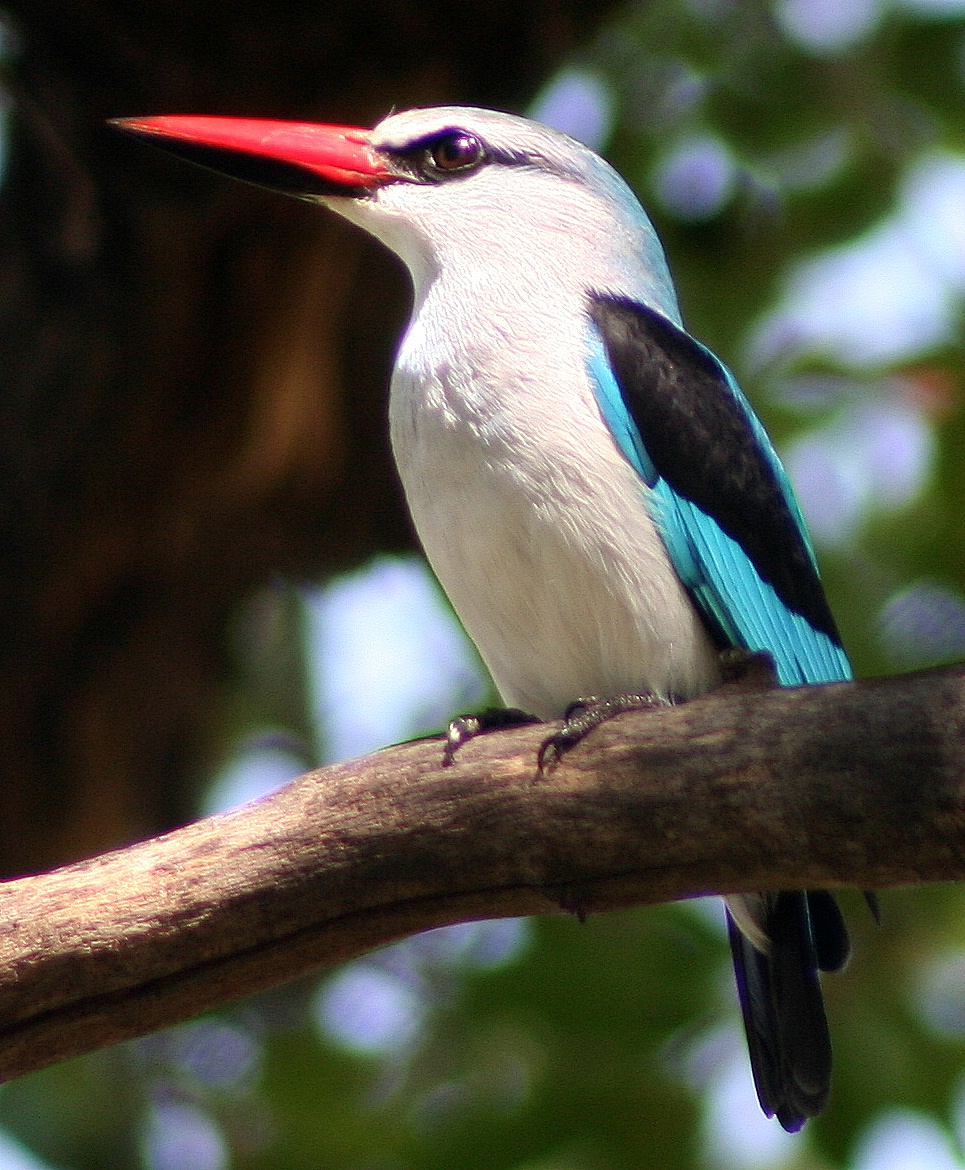
Senegalliest (Halcyon senegalensis)

Gambia ist ein von Ornithologen viel besuchtes Land, über 540 Vogelarten sind in der Fachliteratur beschrieben. Für Besucher und Ornithologen, die die vielfältige und farbenfrohe Vogelwelt Gambias erkunden, ist der BBWR ein Hauptziel. Unter der Vogelwelt des BBWR, die ungefähr 268 Arten in 62 Familien beinhaltet, sind exemplarisch im Ramsar Information Sheet einige namentlich aufgeführt:
Typisch für ein Feuchtgebiet sind im BBWR viele Entenvögel, wozu auch die Gänse zählen, zu finden. Darunter sind die Höckerglanzgans (Sarkidiornis melanotos), Sporngans (Plectropterus gambensis), Witwenpfeifgans (Dendrocygna viduata), Knäkente (Anas querquedula), Spießente (Anas acuta), Schmuckzwergente (Nettapus auritus) und die Löffelente (Anas clypeata).
Aus der Ordnung der Schreitvögel sind der Küstenreiher (Egretta gularis), Seidenreiher (Egretta garzetta), Wollhalsstorch (Ciconia episcopus), Hammerkopf (Scopus umbretta), Rallenreiher (Ardeola ralloides), Zwergdommel (Ixobrychus minutus), Goliathreiher (Ardea goliath), Silberreiher (Casmerodius albus), Marabu (Leptoptilos crumeniferus), Nachtreiher (Nycticorax nycticorax), Graureiher (Ardea cinerea), Kuhreiher (Bubulcus ibis) und der Heilige Ibis (Threskiornis aethiopicus) anzutreffen. Diese Gruppe der Vögel sucht die ufernahen Bereiche mit ihren langen Beinen nach Nahrung ab.
Im Bereich des Brackwassers sind die Vertreter aus der Familie der Regenpfeifer zu finden. Hier der Spornkiebitz (Hoplopterus spinosus), Zwergstrandläufer (Calidris minuta) und der Flussuferläufer (Actitis hypoleucos).
Unter der farbenprächtigen Familie der Eisvögel, die gerne in der Nähe eines Gewässers leben, sind der Senegalliest (Halcyon senegalensis), Graufischer (Ceryle rudis), Schwalbenschwanzspint (Merops hirundineus), Riesenfischer (Ceryle maxima), Hauben-Zwergfischer (Alcedo cristata) und der Zügelliest (Halcyon malimbica) erwähnt.
Gleichfalls farbenfroh sind die westafrikanischen Vertreter der Familie der Stare. Darunter sind der Amethystglanzstar (Cinnyricinclus leucogaster) und der Langschwanz-Glanzstar (Lamprotornis caudatus) im BBWR zu finden.
Unter den Rackenvögeln sind der Nördlicher Hornrabe (Bucorvus abyssinicus) und die Blauracke (Coracias garrulus) erwähnt.
Auch Vertreter der Papageien sind in Westafrika zu finden, darunter der Mohrenkopfpapagei (Poicephalus senegalus) und der Halsbandsittich (Psittacula krameri).
Untrennbar mit dem Wasser verbunden sind auch die Familien der Pelikane und Schlangenhalsvögel. Im BBWR leben der Rötelpelikan (Pelecanus rufescens) und der Afrika-Schlangenhalsvogel (Anhinga rufa).
Unter den Greifvögeln sind der Schreiseeadler (Haliaeetus vocifer), der Salvadoribussard (Buteo auguralis), der Schwarzmilan (Milvus migrans) und der Gaukler (Terathopius ecaudatus) als Bewohner des Feuchtgebietes erwähnt.
Weiter werden die Brillentaube (Streptopelia decipiens) aus der Gattung der Turteltauben und der Haussegler (Apus affinis) aus der Familie der Seglervögel beobachtet.

### Ichthyofauna
Unter der Fischwelt des BBWR sind einige Fische exemplarisch im Ramsar Information Sheet namentlich aufgeführt: Der Ethmalosa fimbriata, die Barrakudas (Sphyraena sp.), Fingerfisch (Polydactylus quadrifilis), Arius latiscutatus, Pseudotolithus elongatus, Pomadasys perotaei und der Pseudotolithus bracygnathus. Auch die Tilapia (Tilapia) und die Meeräschen (Mugilidae) finden sich in diesen Gewässern.
Außerdem sind in den Gewässern die Gasar-Auster (Crassostrea gasar) und die Blaukrabbe (Callinectes sapidus) zu finden. Die westafrikanische Seekuh Afrikanischer Manati (Trichechus senegalensis), die zu den Säugetieren zählt, lebt in den Gewässern der Mangroven und ist als gefährdete Art eingestuft.
Ferner ist das Nilkrokodil (Crocodylus niloticus) eine verbreitete Reptilienart.

### Säugetiere
Aus dem Bereich der Säugetiere sind rund dreißig bekannt, das Ramsar Information Sheet führt den verbreiteten Kapotter (Aonyx capensis). Die kleinen, mit knapp einem Meter Schulterhöhe, große Antilopenarten, die Sitatunga (Tragelaphus spekeii), Buschbock (Tragelaphus scriptus) und den Ducker (Cephalophinae) sowie das Warzenschwein (Phacochoerus africanus).
Unter den Raubtieren ist die Tüpfelhyäne (Crocuta crocuta) verbreitet. Auch der Leopard (Panthera pardus) wird dem BBWR zugeschrieben.
Aus der Gruppe der Primaten sind im Ramsar Information Sheet der Rote Stummelaffe (Piliocolobus), der Husarenaffe (Erythrocebus patas) und die Grüne Meerkatze (Chlorocebus) erwähnt. Aber auch der Guinea-Pavian (Papio papio) und der Senegal-Galago (Galago senegalensis) sind zu finden.

## Tourismus
Für den Tourismus wird das Gebiet nur mäßig genutzt. Der Ökotourismus, darunter Vogelbeobachtung und die allgemeine Naturbeobachtung, soll noch weiter entwickelt werden. Daneben werden Bootstouren durch die Mangroven mit Pirogen durchgeführt.